# Amphicnemis flavicornis
Amphicnemis flavicornis là một loài chuồn chuồn kim trong họ Coenagrionidae.
Amphicnemis flavicornis được miêu tả khoa học năm 1939 bởi Needham & Gyger.